# Обрив сир Варез
Обрив сир Варез (фр. Auberives-sur-Varèze) насеље је и општина у источној Француској у региону Рона-Алпи, у департману Изер која припада префектури Вјен.
По подацима из 2011. године у општини је живело 1522 становника, а густина насељености је износила 215,89 становника/km². Општина се простире на површини од 7,05 km². Налази се на средњој надморској висини од 200 метара (максималној 256 m, а минималној 169 m).

## Демографија
| 1962. | 1968. | 1975. | 1982. | 1990. | 1999. | 2011. |
| ----- | ----- | ----- | ----- | ----- | ----- | ----- |
| 498   | 548   | 651   | 710   | 896   | 1.159 | 1.522 |

График промене броја становника у току последњих година